# Adventure (Atari 2600)
Adventure és un videojoc per a l'Atari 2600, llançat als ultims mesos de 1979 o l'inici de 1980 i que es considera la primera aventura gràfica de la història.

## Jugabilitat
En el joc, el jugador controla un quadrat avatar on el repte és explorar un entorn obert per trobar un calze màgic i tornar-lo al castell daurat. El món del joc està poblat per enemics d'itinerància: tres dracs que poden menjar l'avatar i un ratpenat que roba i oculta aleatòriament elements del món del joc. Adventure va introduir una sèrie d'elements de jocs innovadors de les consoles de jocs, incloent una àrea de joc que abastava diverses pantalles i enemics diferents que continuaven movent-se fins i tot quan no es mostraven a la pantalla.
Adventure va ser concebut com una versió gràfica de l'aventura de text de 1977 Colossal Cave Adventure. Va prendre el desenvolupador Warren Robinett aproximadament un any per dissenyar i codificar el joc, durant el qual va haver de superar una varietat de limitacions tècniques del maquinari de l'Atari 2600, així com dificultats amb la gestió amb Atari. En aquest joc, el dissenyador va presentar el primer ou de pasqua conegut, una sala secreta amb text acreditant-se ell mateix com el creador del joc. L'ou de Pasqua de Robinett es va convertir en una tradició per als futurs títols de l'Atari 2600.
Adventure va rebre crítiques positives en el moment del seu llançament i es va continuar veient positiu en les següents dècades, ja que sovint es va nomenar com un dels títols més influents de la indústria. Es considera el primer joc d'acció i aventura i fantasia de videoconsola, i va inspirar altres títols en el gènere. Es van vendre més d'un milió de cartutxos de Adventure, i el joc ha estat inclòs en nombroses col·leccions de jocs d'Atari 2600 per a maquinari informàtic modern. El codi del prototip del joc es va utilitzar com a base pel joc Superman de 1979, i una continuació planificada va ser la base dels jocs Swordquest. El concepte d'ous de Pasqua iniciat pel joc ha transcendit en els videojocs i ha entrat a la cultura popular.